# مغرات (المهرة)

تعديل مصدري - تعديل

مغرات هي إحدى قرى مديرية المسيلة التابعة لمحافظة المهرة، بلغ تعداد سكانها 133 نسمة حسب تعداد اليمن لعام 2004.